# Conferència de Pau de Staten Island
La Conferència de Pau de Staten Island fou una breu conferència diplomàtica informal celebrada entre representants de la Corona Britànica i les seves colònies nord-americanes rebels amb l'esperança de posar fi ràpidament a la naixent Revolució Americana. La conferència va tenir lloc l'11 de setembre de 1776, durant els dies posteriors a la captura britànica de Long Island i menys de tres mesos després de la declaració formal d'independència de les colònies. Es va celebrar a Billop Manor, la residència del coronel lleialista Christopher Billop, a Staten Island (Nova York). Els participants van ser l'almirall britànic Lord Richard Howe i els membres del Segon Congrés Continental John Adams, Benjamin Franklin i Edward Rutledge.
En posar-se al comandament de les forces terrestres britàniques a les colònies, Lord Howe havia buscat autoritat per resoldre pacíficament el conflicte. Tanmateix, el seu poder per negociar era, per intencionadament, molt limitat, cosa que feia que la delegació del Congrés fos pessimista respecte a una resolució sumària. Els estatunidencs van insistir en el reconeixement de la seva recentment declarada independència, que Howe no podia concedir. Al cap de tres hores, els delegats es van retirar i els britànics van reprendre la seva campanya militar pel control de la ciutat de Nova York.

## Rerefons

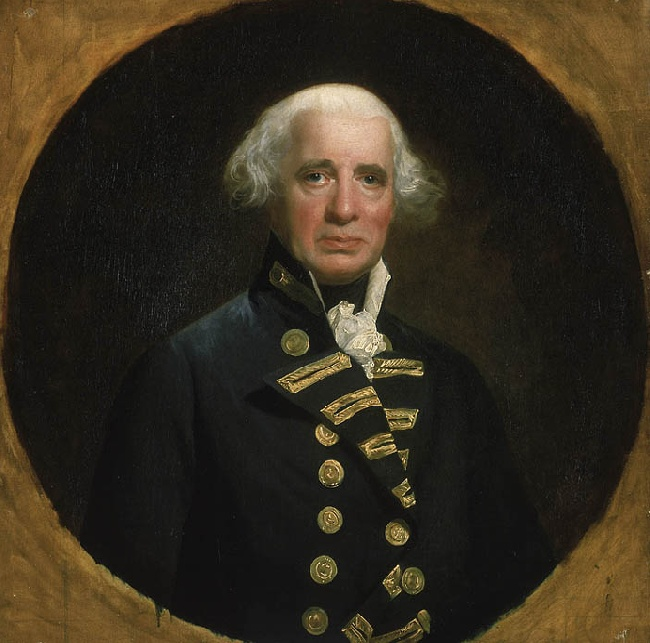
L'almirall Lord Richard Howe va proposar la conferència i va representar els britànics.

Quan les autoritats britàniques planejaven com afrontar la rebel·lió de les seves colònies nord-americanes a finals del 1775 i principis del 1776, van decidir enviar una gran expedició militar per ocupar la ciutat de Nova York. Dos germans, l'almirall Lord Richard Howe i el general William Howe, van rebre el comandament de les facetes naval i terrestre de l'operació, respectivament. Com que creien que encara seria possible posar fi a la disputa sense més violència, els germans Howe van insistir que se'ls concedís poders diplomàtics a més dels seus papers militars. L'almirall Howe ja havia discutit anteriorment sobre els greuges colonials amb Benjamin Franklin, el 1774 i el 1775, sense resolució. El general Howe creia que el problema de la fiscalitat colonial es podia resoldre mantenint la supremacia del Parlament. Al principi, el rei Jordi III va acceptar de mala gana concedir poders limitats als Howe, però Lord George Germain, Secretari d'Estat per Amèrica, va adoptar una línia més dura i va insistir que no se'ls atorgués cap poder que es pogués considerar que cedia a les exigències colonials d'exempció d'impostos sense representació o les anomenades Lleis Intolerables. Com a conseqüència, als Howe només se'ls va concedir la capacitat de concedir indults i amnisties, però no de fer cap concessió substancial. Els comissaris també van rebre el mandat de demanar la dissolució del Congrés Continental, restablir les assemblees colonials de preguerra, acceptar els termes de la Resolució de Conciliació de Lord North referents a l'autoimposició i prometre una nova discussió sobre greuges colonials. No es podrien fer concessions tret que s'acabessin les hostilitats i les assemblees colonials reconeguessin expressament la supremacia parlamentària.

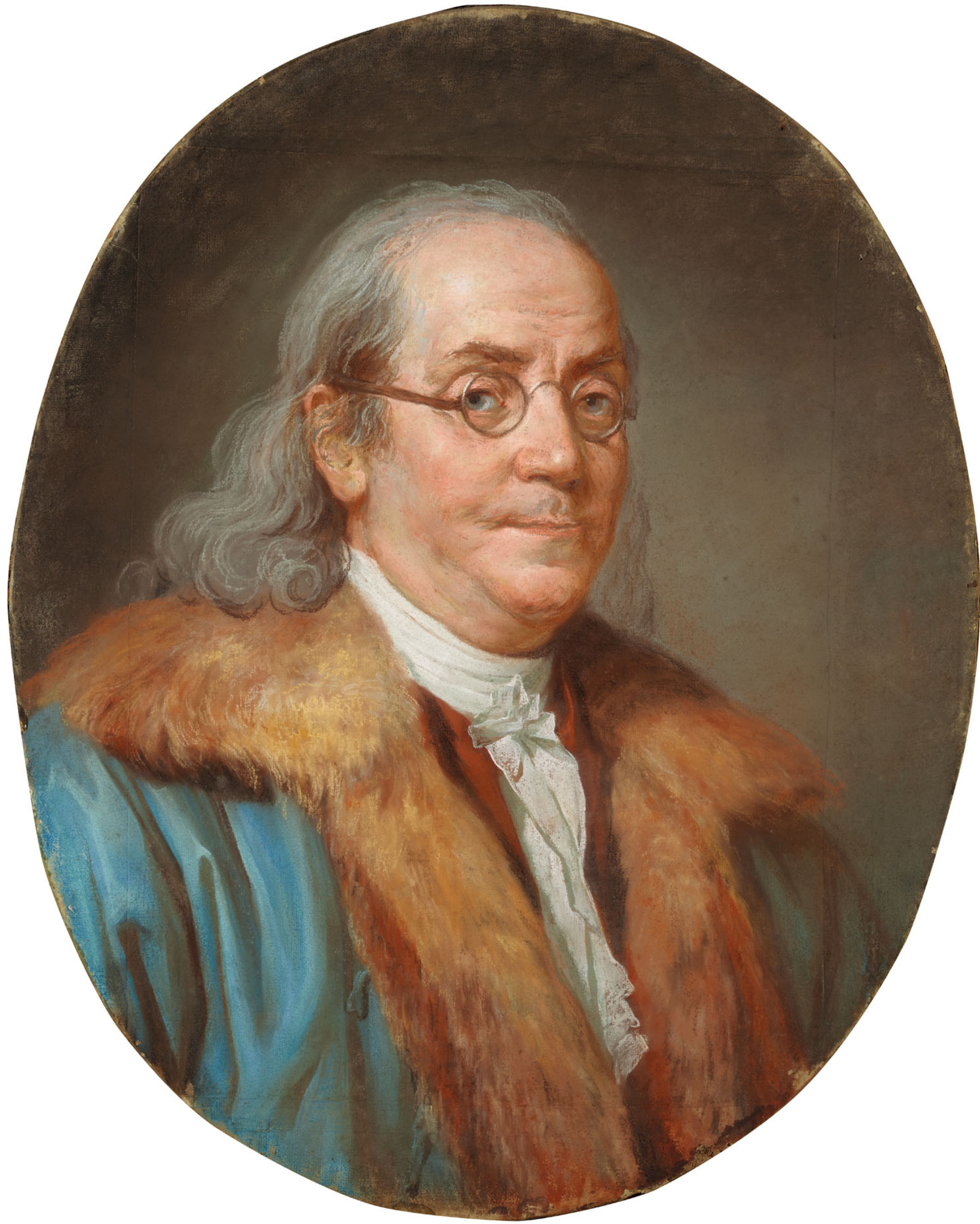
Benjamin Franklin i Lord Howe havien discutit anteriorment els greuges colonials.

Després que la flota arribés el juliol de 1776, l'almirall Howe va intentar obrir comunicacions amb el general de l'Exèrcit Continental George Washington. Es van rebutjar dos intents de lliurar cartes a Washington perquè Howe es negava a reconèixer el títol de Washington. Tanmateix, Washington va acceptar reunir-se en persona amb un dels assistents de Howe, el coronel James Patterson. A la reunió del 20 de juliol, Washington va saber que els poders diplomàtics dels Howe es limitaven essencialment a concedir indults, a la qual cosa va respondre que els estatunidencs no havien comès cap falta i, per tant, no necessitaven indults. Llavors, Lord Howe va enviar una carta a Benjamin Franklin on es detallaven una proposta de treva i les ofertes d'indult. Després que Franklin llegís la carta al Congrés el 30 de juliol, va escriure a l'almirall que «enviar ofertes d'indult a les colònies, que són les mateixes perjudicades, […] no pot tenir cap altre efecte que el d'augmentar el nostre ressentiment. És impossible pensar en la submissió a un govern que ha cremat amb la màxima barbaritat i crueltat el nostre poble indefens, […] ha excitat els salvatges per massacrar els nostres pacífics agricultors i els nostres esclaus per assassinar els seus amos, i fins i tot ara porta mercenaris estrangers per regar els assentaments amb sang». També va assenyalar a l'almirall que «alguna vegada em vàreu donar expectatives que la reconciliació era possible». Howe es va mostrar aparentment afectat per la contundent resposta de Franklin.
Hi ha qui pensa que es produirà un retard de les operacions militars; cosa que desitgem molt. Jo no sóc d'aquest parer. Alguns pensen que llançarà clarament l'odi de continuar aquesta guerra en sa Senyoria i el seu amo. Desitjo que així sigui. Altres pensen que silenciarà els tories i establirà els tímids Whigs. També ho desitjo, però no ho espero. Tots aquests arguments, i vint més d'igualment poderosos, no m'haurien convençut de la necessitat, la pertinència o la utilitat, si el Congrés no ho hagués fet. Vaig estar-hi en contra des del principi fins al final. Totes les parts van coincidir a enviar-m'hi. En sentireu més, sobre aquesta ambaixada. Serà prou famosa. 
A la batalla de Long Island del 27 d'agost de 1776, les forces britàniques van ocupar amb èxit l'oest de Long Island (actual Brooklyn), la qual cosa obligà Washington a retirar el seu exèrcit a Manhattan. El general Howe es va aturar per consolidar els seus guanys i els germans van decidir fer una aturada diplomàtica. Durant la batalla havien capturat diversos oficials de l'Exèrcit Continental d'alt rang, inclòs el major general John Sullivan. Els Howe van aconseguir convèncer Sullivan que una conferència amb membres del Congrés Continental podria ser fructífera i el van deixar en llibertat condicional per lliurar un missatge al Congrés a Filadèlfia, on van proposar una reunió informal per discutir la finalització del conflicte armat entre la Gran Bretanya i les seves colònies rebels. Després del discurs de Sullivan al Congrés, John Adams va comentar cínicament aquest intent diplomàtic i va acusar els britànics d'enviar Sullivan «per seduir-nos a renunciar a la nostra independència»; d'altres van observar que semblava ser un intent de culpar el Congrés de perllongar la guerra. El Congrés, però, va acordar enviar tres dels seus membres (Adams, Benjamin Franklin i Edward Rutledge) a una conferència amb Lord Howe. Se'ls va ordenar «fer algunes preguntes i obtenir respostes [de Howe]», però no tenien més autoritat. Quan Howe es va assabentar de la limitada autoritat del comitè, va reconsiderar breument la convocatòria de la reunió, però va decidir tirar endavant després de discutir-ho amb el seu germà. Cap dels comissaris no creia que la conferència serviria de res.
Inicialment, Lord Howe va intentar reunir-se amb els homes com a ciutadans privats, ja que la política britànica no reconeixia el Congrés com a autoritat legítima. Per tal que la conferència es pogués dur a terme, va acceptar la demanda dels Estats Units d'Amèrica que fossin reconeguts com a representants oficials del Congrés.

## Trobada

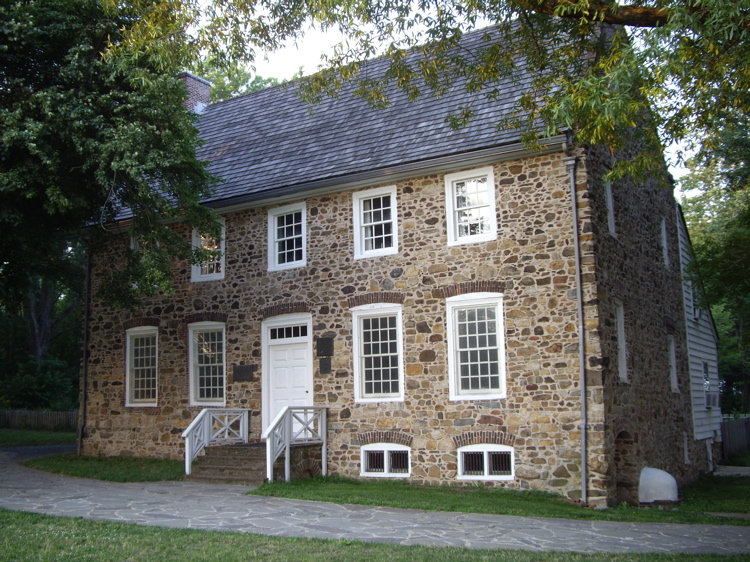
La casa on va tenir lloc la conferència es conserva com a museu dins del Conference House Park, un parc de la ciutat de Nova York. És una Fita Històrica Nacional i figura al Registre Nacional de Llocs Històrics.

La casa de Christopher Billop a Staten Island va ser escollida com a lloc de trobada. Havia estat ocupada per les tropes britàniques per ser utilitzada com a caserna i estava bruta, però se'n va netejar i habilitar una habitació per a la reunió. Les disposicions incloïen que un oficial britànic havia de restar al costat estatunidenc com a ostatge durant la reunió; la delegació del Congrés, en lloc de deixar-lo rere les línies continentals, el va convidar a acompanyar-los. A l'arribada, la delegació va ser escortada al costat d'una línia de soldats hessians i cap a la casa, on, segons Adams, es va servir un àpat.
La reunió va durar tres hores i les dues parts no van poder trobar cap punt en comú. La delegació estatunidenca va insistir que qualsevol negociació requeria el reconeixement britànic de la seva recentment declarada independència. Lord Howe mantingué que no tenia l'autoritat per satisfer aquesta demanda. Edward Rutledge va preguntar-li si tenia l'autoritat de derogar la Llei Prohibitiva (que autoritzava un bloqueig naval de les colònies) tal com havia afirmat Sullivan; Howe ho negà al·legant que Sullivan estava equivocat. L'autoritat de Howe incloïa la capacitat de suspendre'n l'execució, sempre que les colònies acceptessin fer contribucions fixes en lloc dels impostos que el Parlament els havia imposat. Res d'això no es podria fer tret que les colònies primer acceptessin posar fi a les hostilitats.
Durant la major part de la reunió, ambdues parts van ser cordials, però quan Lord Howe va expressar que sentiria la pèrdua d'Amèrica «com la pèrdua d'un germà», Franklin li va respondre que «farem tot el possible per salvar vostra senyoria d'aquesta mortificació». Lord Howe va declarar que lamentablement no podia veure els delegats estatunidencs com a altra cosa que súbdits britànics, a la qual cosa Adams va respondre que «la vostra senyoria pot considerar-me com millor li plagui, […] excepte com a súbdit britànic». Lord Howe va parlar llavors amb Franklin i Rutledge, afirmant que «el senyor Adams sembla un personatge decidit».

## Efectes

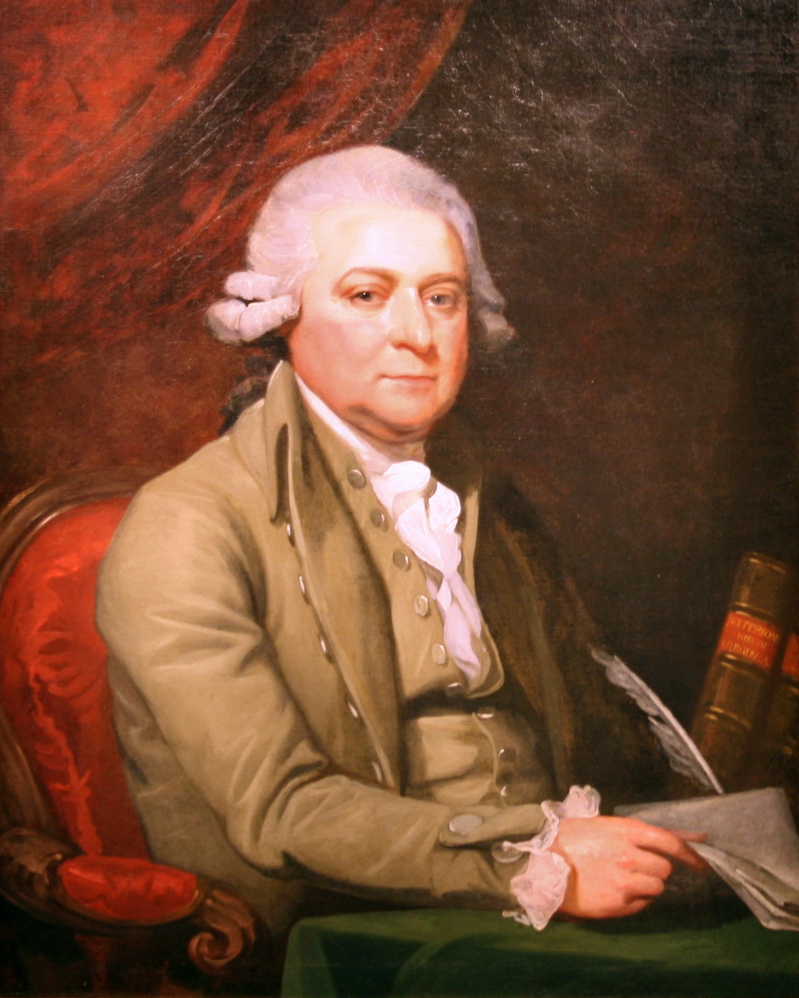
El congressista John Adams creia que la conferència no tindria èxit.

Els congressistes van tornar a Filadèlfia i van informar que Lord Howe «no té cap mena de proposició per fer-nos» i que «Amèrica no ha d'esperar res més que una submissió incondicional total». Anys després, John Adams va saber que el seu nom figurava en una llista de persones específicament excloses de qualsevol indult que oferissin els Howe. El Congrés va publicar l'informe de la comissió sense fer cap comentari. Com que Lord Howe tampoc no va fer públiques les conclusions de la reunió, molts van percebre el resultat de la conferència com a signe de debilitat britànica; tanmateix, molts lleialistes i alguns observadors britànics van sospitar que l'informe del Congrés reproduïa erròniament la reunió. Un comentarista britànic va escriure sobre la reunió: «es van conèixer, van parlar, van marxar. I ara no queda res més que lluitar». Lord Howe va informar del fracàs de la conferència al seu germà i van preparar-se per continuar la campanya per Nova York. Quatre dies després de la conferència, les tropes britàniques van desembarcar a Manhattan i van ocupar la ciutat.
El debat parlamentari sobre els termes de la missió diplomàtica i les seves accions van impulsar alguns membres de l'oposició (Whig) a boicotejar essencialment els procediments parlamentaris. El següent esforç de pau important es va produir el 1778, quan els britànics van enviar comissaris dirigits pel comte de Carlisle a la Filadèlfia ocupada. Se'ls va autoritzar a tractar amb el Congrés com a organisme i van oferir un autogovern que equivalia aproximadament a l'estat de Domini britànic. Aquest esforç va ser soscavat per la retirada prevista de les tropes britàniques de Filadèlfia i per les exigències dels Estats Units d'Amèrica, que els comissaris no estaven autoritzats a concedir.